# Île Flaherty
L'Île Flaherty est une île du groupe des Îles Belcher de la baie d'Hudson, au Canada. 
Le hameau de Sanikiluaq est situé sur sa côte nord. Elle a une forme très peu commune.
Elle est nommée en l'honneur du cinéaste Robert Flaherty.